# Варіаційне числення
Варіаці́йне чи́слення — це розділ функціонального аналізу, який займається диференціюванням функціоналів.
Примітка: функціонали можна також інтегрувати по простору функцій. Цю операцію вперше застосував американський фізик Річард Фейнман, ввівши поняття інтеграла функціонала по траєкторіях. Цей інтеграл виявляється збіжним за умови, що підінтегральний функціонал досить швидко прямує до нуля, коли осциляції аргументної функції наростають.

## Практичні задачі, для яких потрібне диференціювання функціоналів
Найважливішим для практики є функціонал вигляду:
{\displaystyle (1)\qquad S=S(x)=\int _{a}^{b}L(x,{\dot {x}})dt}
для випадку функції скалярного аргументу ({\displaystyle x=x(t)}), і
{\displaystyle (2)\qquad S=\int L(x^{i},{\partial x^{i} \over \partial u^{j}})du^{1}du^{2}...du^{n}}
для випадку вектор-функції кількох координат ({\displaystyle x^{i}=x^{i}(u^{1},u^{2},...u^{n})}).
До цих двох функціоналів приводять по-перше, задачі на мінімум/максимум в фізиці, диференціальній геометрії, теорії оптимального управління. А по-друге, можливість виводу рівнянь фізики із рівності нулю варіації функціонала дії.
Зокрема, саме варіаційне числення почалося із задачі про брахістрохрону (криву лінію, рухаючись по якій без тертя матеріальна точка під дією сили тяжіння найшвидше досягне фіксованої фінішної точки). Якщо вибрати систему координат, направивши вісь {\displaystyle Oy} вертикально вниз, то швидкість матерільної точки буде {\displaystyle v={\sqrt {2gy}}}, а час спуску по кривій дається інтегралом:
{\displaystyle (3)\qquad T=\int {ds \over {\sqrt {2gy}}}=\int _{0}^{x_{0}}{\sqrt {1+y'^{2} \over 2gy}}dx}
В задачі треба знайти таку функцію {\displaystyle y=y(x)}, зафіксовану на кінцях: {\displaystyle y(0)=0}, {\displaystyle y(x_{0})=y_{0}}, щоб даний інтеграл був мінімальним. Очевидно, що інтеграл (3) з точністю до заміни позначень збігається з функціоналом (1).
У диференціальній геометрії пошук геодезичної лінії (найкоротшої лінії, що з'єднує дві точки многовиду) приводить до функціонала (1), де
{\displaystyle L(x,{\dot {x}})={\sqrt {g_{ij}(x){\dot {x}}^{i}{\dot {x}}^{j}}}}
А пошук мінімальних многовидів, натягнутих на «рамку», приводить до функціонала виду (2).

## Термінологія і позначення
Функціонал є функцією, областю визначення якої (аргументом) є множина функцій, а множиною значень — дійсні (чи комплексні числа). Очевидно, що якби не вводити спеціального терміну «функціонал», то була б термінологічна плутанина при міркуваннях про аргумент і значення функціоналу. Це ж зауваження стосується і диференціювання, адже аргумент функціонала також можна диференціювати. Тому при розгляді функціоналів малий приріст аргумента (і, відповідно, функціонала) називають варіацією, і позначають малою грецькою буквою {\displaystyle \ \delta }:
{\displaystyle \ \delta S=S(x+\delta x)-S(x)}
Варіація є аналогом поняття диференціала звичайних функцій.
Можна собі уявляти варіацію {\displaystyle \delta x}, як функцію що має дуже малий розмах («амплітуду»), і перетворюється на нуль на межі області інтегрування(тобто для функціонала (1) {\displaystyle \delta x|_{a}=\delta x|_{b}=0}). В усьому іншому ця функція має довільну форму, що можна записати так: {\displaystyle \delta x(t)=\varepsilon f(t)}, де {\displaystyle \varepsilon } — нескінченно мале додатне число.

## Перша похідна функціонала (рівняння Ейлера-Лагранжа)
Обчислення варіацій для функціоналів (1) і (2) аналогічне. Почнемо з простішого функціонала (1). Маємо:
{\displaystyle (4)\qquad \delta S=\int _{a}^{b}\delta Ldt=\int _{a}^{b}\left({\partial L \over \partial x}\delta x+{\partial L \over {\partial {\dot {x}}}}\delta {\dot {x}}\right)dt}
В останньому доданку (в підінтегральній функції) ми можемо переставити взяття варіації {\displaystyle \delta } і взяття похідної по {\displaystyle d \over dt}  для аргументної функції ({\displaystyle {\tilde {x}}=x+\delta x}):
{\displaystyle \delta {\dot {x}}={\dot {\tilde {x}}}-{\dot {x}}={d \over dt}({\tilde {x}}-x)={d \over dt}{\delta x}}
Тепер ми можемо проінтегрувати останній доданок в (4) частинами:
{\displaystyle \int _{a}^{b}{\partial L \over {\partial {\dot {x}}}}{d\delta x \over dt}dt=\left({\partial L \over {\partial {\dot {x}}}}\delta x\right)|_{a}^{b}-\int _{a}^{b}\left({d \over dt}{\partial L \over {\partial {\dot {x}}}}\right)\delta xdt}
Оскільки на кінцях інтервала інтегрування варіація функції перетворюється в нуль ({\displaystyle \delta x=0} при {\displaystyle t=a} і при {\displaystyle t=b}), то для варіації функціонала (4) маємо остаточно:
{\displaystyle (5)\qquad \delta S=\int _{a}^{b}\left({\partial L \over \partial x}-{d \over dt}{\partial L \over {\partial {\dot {x}}}}\right)\delta xdt}
Тепер ми можемо дати відповідь на питання: за яких умов варіація функціонала (5) дорівнює нулю. Оскільки варіація {\displaystyle \delta x} є довільною функцією, ми можемо вибрати довільну точку {\displaystyle t_{0}\in ]a,b[} всередині області інтегрування, а функцію {\displaystyle \delta x=\delta x(t)} взяти такою, що вона додатня в малому околі точки {\displaystyle t_{0}}, а в усіх точках за межами цього околу — перетворюється в нуль.
Якщо вираз в дужках під інтегралом (5) буде відмінним від нуля в точці {\displaystyle t_{0}}, і мало змінюватись у вибраному малому околі (фактично вважатися константою в порівнянні зі швидкістю зміни варіації {\displaystyle \delta x(t)}, яку ми можемо винести за знак інтеграла), то інтеграл (5) також буде відмінним від нуля.
Отже, щоб при будь-якій варіації {\displaystyle \delta x(t)} ми мали нульову варіацію функціонала (5), треба щоб виконувалося рівняння Ейлера-Лагранжа:
{\displaystyle (6)\qquad {\partial L \over \partial x}-{d \over dt}{\partial L \over {\partial {\dot {x}}}}=0}
Формула (6) легко поширюється на випадок (який в практичних задачах майже не зустрічається), коли функція Лагранжа {\displaystyle L} залежить також від старших похідних аргументної функції {\displaystyle x(t)}; {\displaystyle L=L(x,{\dot {x}},{\ddot {x}},...)}:
{\displaystyle {\partial L \over \partial x}-{d \over dt}{\partial L \over {\partial {\dot {x}}}}+{d^{2} \over dt^{2}}{\partial L \over {\partial {\ddot {x}}}}-...=0}
Формула (6) буде аналогічною і у випадку коли функціонал залежить від вектор-функції скалярного аргумента {\displaystyle \mathbf {x} (t)={x^{i}(t)}}:
{\displaystyle (7)\qquad {d \over dt}{\partial L \over \partial {\dot {x}}^{i}}={\partial L \over \partial x^{i}}}
Тепер можна розглянути також і диференціювання функціонала (2). Обчислення виявляються аналогічними, але при інтегруванні частинами треба скористатися формулою Остроградського-Гауса, яка переводить інтеграл від дивегренції по об'єму в інтеграл по гіперповерхні, що обмежує цей об'єм (тут по однакових індексах проводиться додавання згідно з правилом Ейнштейна):
{\displaystyle \int _{V}{\partial a^{i} \over \partial u^{i}}d\tau =\int _{S}a^{i}n_{i}d\sigma }
Маємо (позначивши для короткості елемент об'єму {\displaystyle d\tau =du^{1}du^{2}...du^{n}}):
{\displaystyle \delta S=\int ({\partial L \over \partial x^{i}}\delta x^{i}+{\partial L \over \partial ({\partial x^{i} \over \partial u^{j}})}\delta ({\partial x^{i} \over \partial u^{j}}))d\tau }
Другий доданок інтегруємо частинами, попередньо виділивши дивергенцію (першим доданком):
{\displaystyle {\partial L \over \partial ({\partial x^{i} \over \partial u^{j}})}\delta ({\partial x^{i} \over \partial u^{j}}))={\partial  \over u^{j}}({{\partial L \over \partial ({\partial x^{i} \over \partial u^{j}})}\delta x^{i}})-({\partial  \over \partial u^{j}}{\partial L \over \partial ({\partial x^{i} \over \partial u^{j}})})\delta x^{i}}
Інтеграл від першого доданка перетворюється в інтеграл по поверхні, згідно з формулою Остроградського-Гауса. Він дорівнюватиме нулю, оскільки варіація {\displaystyle \delta x^{i}(u)} на межі інтегрування перетворюється в нуль.
Таким чином, маємо формулу першої варіації:
{\displaystyle (8)\qquad \delta S=\int ({\partial L \over \partial x^{i}}-{\partial  \over \partial u^{j}}{\partial L \over {\partial ({\partial x^{i} \over \partial u^{j}})}})\delta x^{i}d\tau }
І відповідне рівняння Ейлера-Лагранжа:
{\displaystyle (9)\qquad {\partial L \over \partial x^{i}}-{\partial  \over \partial u^{j}}{\partial L \over {\partial ({\partial x^{i} \over \partial u^{j}})}}=0}

## Друга похідна функціонала
Функціонал в околі фіксованої аргументної функції можна розкласти в ряд Тейлора по степенях малості варіації {\displaystyle \delta x}:
{\displaystyle (10)\qquad {\tilde {S}}=S(x+\delta x)=S+{1 \over 1!}\delta S+{1 \over 2!}\delta ^{2}S+...}
Очевидно, що в локальному мінімумі функціонала перша варіація варіація дорівнює нулеві, а друга повинна бути додатньо-визначеною квадратичною формою від варіації аргумента {\displaystyle \delta x} (і від'ємно визначеною в точці локального максимума).
Розглянемо випадок функціонала від вектор-функції скалярного аргумента {\displaystyle x^{i}=x^{i}(t)}, введемо позначення швидкостей {\displaystyle v^{i}={\dot {x}}^{i}}. Тоді функція Лагранжа {\displaystyle L} розкладається в ряд Тейлора (похідні {\displaystyle L} по аргументах позначатимемо індексами внизу):
{\displaystyle {\tilde {L}}=L+{1 \over 1!}(L_{x^{i}}\delta x^{i}+L_{v^{i}}\delta v^{i})+{1 \over 2!}(L_{x^{i}x^{j}}\delta x^{i}\delta x^{j}+2L_{x^{i}v^{j}}\delta x^{i}\delta v^{j}+L_{v^{i}v^{j}}\delta v^{i}\delta v^{j})+...}
Отже друга варіація функціонала дорівнює:
{\displaystyle (11)\qquad \delta ^{2}S=\int _{a}^{b}(L_{x^{i}x^{j}}\delta x^{i}\delta x^{j}+2L_{x^{i}v^{j}}\delta x^{i}\delta v^{j}+L_{v^{i}v^{j}}\delta v^{i}\delta v^{j})dt}

## Варіаційний підхід до розв'язку операторних рівнянь
Нехай маємо операторне рівняння {\displaystyle Au=b}.
Де оператор А діє з гільбертового простору H в H і є лінійним, неперервним і самоспряженим.
Розглянемо функціонал: {\displaystyle J(u)={\frac {1}{2}}(Au,u)-(b,u)}.
Знайдемо його градієнт {\displaystyle J'(u)}.
Означення 1. Лінійний, неперервний функціонал J(u) називається градієнтом функціоналу J(u) в точці x, якщо {\displaystyle \Delta J(u)=J(x+\Delta x)-J(x)=<J'(x),\Delta x>+o(\parallel \Delta x\parallel )}. Де через {\displaystyle <J'(x),\Delta x>} позначено дію функціоналу J'(x) на елементі {\displaystyle \Delta x}.
Отже: {\displaystyle \Delta J=({\frac {(A+A^{*})u}{2}}-b,\Delta u)+{\frac {1}{2}}(A\Delta u,\Delta u)}.
З нерівності Кощі-Буняковського і обмеженості (неперервності) оператора A маємо:
{\displaystyle |{\frac {1}{2}}(A\Delta u,\Delta u)|\leq {\frac {1}{2}}\parallel A\Delta u\parallel \cdot \parallel \Delta u\parallel \leq {\frac {\parallel A\parallel }{2}}\parallel \Delta u\parallel ^{2}=C\parallel \Delta u\parallel ^{2}=o(\parallel \Delta u\parallel )}.
Отже, J'(u)=Au — b - градієнт нашого функціоналу.
Тепер відзначимо важливу річ: якщо наш функціонал J(u) в деякій точці x приймає екстремальне значення (мінімум, максимум), то градієнт в цій точці рівний нулю (це необхідна умова екстремуму). А це означає, що x буде задовольняти J'(x) = 0 = Ax — b . А отже буде розв'язком рівняння Au — b = 0. Таким чином, вдалося операторне рівняння звести до пошуку екстремальних точок функціоналу J(u). Це і є варіаційний підхід.
Якщо тепер припустити, що оператор A додатньо визначений, тобто існує додатня стала {\displaystyle \mu } така, що {\displaystyle (Au,u)\geq \mu \parallel u\parallel ^{2}}, то функціонал J(u) буде сильно опуклим на H і на всьому просторі буде досягати своєї нижньої межі рівно в одній точці.
Тобто, для того щоб розв'язати операторне рівняння нам достатньо знайти точку в якій J(u) набуває нижньої межі. При припущеннях що були зроблені така точка існує і єдина.